# Contagem do Ômer
Contagem do Ômer ou Sefirat Ha'omer (em hebraico ספירת העומר ) é a contagem dos 49 dias ou sete semanas entre Pessach e Shavuót.
Posteriormente, o período da Contagem do Ômer passou a ser considerado um período de luto em memória à peste que matou centenas de discípulos do rabino Aquiba. Costumeiramente os homens não se barbeiam nem são efetuados casamentos neste período. O único dia em que se abandona o luto é em Lag Baômer.